# Concierto para violín (Gerhard)
El Concierto para violín y orquesta es una obra del compositor Robert Gerhard que fue escrita entre los años 1942 y 1945. El estreno se llevó a cabo en Florencia, en mayo del año 1950. Se trata de una obra que presenta un estilo posromántico y que introduce elementos propios del serialismo, en honor a Schönberg.

## Contexto compositivo
A la década de 1940 Robert Gerhard compuso tres partituras de ballet, Alegrías/Flamenco (1941-1943), Pandora (1943-44) y Don Quijote (1940-50), el Concierto para violín (1942-45) y la ópera The Duenna (1945-47). Es posible considerarlas un reflejo de las diferentes reacciones a la Guerra civil española y de su situación como un catalán exiliado en Cambridge. Gerhard tenía una gran facilidad con los idiomas y, en este periodo, empezó a escribir artículos musicales en inglés, incluyendo algunas colaboraciones a The Score. En un artículo, titulado "Englans, Spring" (1945), expresó su desacuerdo con las obras que se programaban en los conciertos de la época en contraste con el alto nivel de los intérpretes, y especialmente en los coros y las bandas. Esta situación fue, en parte, una consecuencia de la Guerra. Gerhard, en su caso personal y a pesar de que el problema se intensificaba por sus condiciones debido al exilio, demostró un impulso para el desarrollo de su personalidad musical. De hecho, Gerhard compuso más obras durante los años 1940-47 que en las dos décadas anteriores.

## Obra
El Concierto para violín tiene tres movimientos:
I. Allegro cantabile, cono anima, molto vivace, cono spirito
II. Largo, allegretto placido
III. Allegro cono brio, presto
El primer movimiento presenta una forma sonata y utiliza como primer motivo un tema que pertenece a su Concertino para cuerdas (1927-1928). El segundo motivo es introducido por el solista: tiene un carácter meditativo y utiliza el arpegio como forma principal. Gerhard escribe una cadencia que va seguida por una recapitulación abreviada, y el movimiento acaba con una sección extensa que funciona como scherzo y coda.
El segundo movimiento es un tributo al 70.º cumpleaños de Schönberg. Empieza con una forma de coral basado en la escala de 12 sueños que aparece en un Cuarteto de cuerda de su maestro. Esta cita se alterna con un motivo impresionista que contiene muchos tipos de escalas. Los dos primeros movimientos fueron escritos durante la Segunda Guerra Mundial. Tienen tanto partes propias del serialisme como partes libres, pero esta mezcla de lenguajes se alivia mediante la aparición de transiciones inteligentes e imaginativas.
El tercero y último movimiento fue compuesto después de la Segunda Guerra Mundial. Es un movimiento completamente libre. Empieza con una cita de La Marsellesa, que simboliza la libertad y con referencias a temas de danzas catalanas, como por ejemplo melodías y ritmos de la sardana. A la parte central, se llega en su punto culminante y emocional de la obra, produciendo un clímax de un gran virtuosismo para el violín solista. La obra acaba con uno presto muy virtuoso técnicamente, donde el solista interpreta una danza española que se enlaza con la coda.
El Concierto se estrenó al Festival Maggio Musicale de Florencia el 1950, con Antoni Brosa como violín solista y bajo la dirección de Hermann Scherchen. En Cataluña, se estrenó el 7 de febrero de 1964, interepretat por el violinista Xavier Turull con la Orquesta Municipal de Barcelona dirigida por Rafael Ferrer. Era la primera vez que se interpretaba una obra de Gerhard después de la Guerra Civil. Se consideraba un compositor olvidado por dos motivos: porque era defensor de la república y artista a la vegada, de forma que sus obras eran consideradas no adaptadas al conservadurismo franquista. Este Concierto consigue reflejar las circunstancias en qué fue compuesto: los dos primeros movimientos fueron escritos durante la Segunda Guerra Mundial.
El Concierto tuvo que esperar casi quince años para ser estrenado en Barcelona y, en general, la programación de la música de Gerhard era mucho discontinua. Los sectores más conservadores del público consideraban que la catalanidad y los antecedentes políticos del compositor no constituían argumentos muy favorables. Cuando finalmente se estrenó, Álvaro Ruibal, crítico del diario La Vanguardia, clasificó Gerhard como un compositor fracasado, víctima de una "inflación superrealista" y tan confundido como su generación, "envejecida y apagón". En cuanto a los otros medios de comunicación, publicaron información que mostraba rechazo hacia el reconocimiento político del exilio del compositor. También juzgaron al violinista Xavier Turull por su eclecticismo y la "frialdad esquemática".
Por otro lado, pero, otros medios consideraron muy positivamente la obra, valorando la conciencia identitaria y el progresismo intelectual de Robert Gerhard. Sebastià Benet aportó una perspectiva muy diferente: 

Nos referimos verdaderamente a la misma composición cuando leemos que la distingue un criterio musical muy claro y equilibrado, osado y seguro, lleno de fantasía y fuerza el cual reune las mismas cualidades de Bartók y Berg y le añade una luz latina y una brillantez mediterránea?
Sebastià Benet citado por German GanLa Recepció de la música de Robert Gerhard a Catalunya durant el Franquisme (2014)

Antoni Noguera, compositor y musicólogo, habló sobre una entrevista que la Asociación "El mundo de la música" hizo a Robert Gerhard en la cual le preguntaron como tendría que ser tocada su música. Gerhard respondió:  

Yo diría: tómanse la moléstia de confrontar las marcas del metrónomo. El tempo es una parte esencial del carácter y la expresión. Toquen realmente piano cuando esté indicado p; ninguna indicacién especial parece ser necesaria para el forte; toquen las notas realmente cortas y acentuen las notas con un acento realmente vigoroso.
Robert Gerhard

La partitura se volvió intensamente biográfica. Simplemenet no se puede evitar que el pasado vuelva a resucitar en cada una de sus fases y caras fugaces y ténues. Por cierto, los episodios de las doce notas son 'recuerdos, no anticipaciones [...] Uno solo puede confiar en el contexto musical y las emociones que evocaron la importancia que estos eventos tuvieron para el compositor. Muchos de los préstamos musicales del concierto toman la forma de algunos fragmentos de la melodía. Incluso en la fase de la carrera en que Gerhard desarrolla los doce tonos, - que cada vez se vuelve más atemática- las melodías aparecen ocasionalmente en su música simfónica y de cámara, que conservan la enigmática cualidad de algunos fragmentos del Concierto para violín: parecen referirse a alguna cosa, pero no siempre es evidente.
Michael RussEssays on Roberto Gerhard